# Itzum
Itzum ist mit rund 7900 Einwohnern einer der größten Stadtteile von Hildesheim und dehnt sich an den Südhängen des Galgenberges im Südosten der Stadt aus.

## Geschichte
Namensgeber des Stadtteils war das 1372 erstmals urkundlich genannte Dorf Itzum, das bis 1974 eine selbstständige Gemeinde war und dann zusammen mit sieben weiteren Dörfern nach Hildesheim eingemeindet wurde.
Itzum war mit seinem fruchtbaren Lößboden von der Landwirtschaft und der katholischen Kirche geprägt. Im Wappen des Dorfes, das 1895 nur 330 Einwohner zählte, ist der heilige Georg als Drachentöter abgebildet.
Im Zuge der Gebietsreform in Niedersachsen wurde Itzum am 1. März 1974 nach Hildesheim eingemeindet. Zu dem Stichtag hatte Itzum rund 1100 Einwohner, von denen rund 300 täglich zur Arbeit in das 5 km entfernte Hildesheim pendelten. Zwischen dem Ortsrand von Itzum und der „Marienburger Höhe“, dem nächstgelegenen Stadtteil Hildesheims, erstreckten sich landwirtschaftliche Nutzflächen. Die Stadt beabsichtigte, auf dieser 45 ha großen Fläche in einer hügeligen Landschaft mit Blick auf das Tal der Innerste Wohnraum für rund 4000 Menschen zu schaffen. Ab 1982 setzte in dem Bereich zwischen dem Altdorf Itzum und Hildesheim eine lebhafte Bautätigkeit ein, so dass unter dem Namen des alten Dorfes Itzum ein neuer Stadtteil entstand.
Der alte Itzumer Ortskern bildet mit Hildesheim ein geschlossenes Siedlungsgebiet. Der Ausbau des Stadtteils ist noch nicht abgeschlossen, stößt jedoch mit der in der Bevölkerung nicht unumstrittenen Erschließung der Baugebiete Hohe Rode und Wasserkamp an seine Grenzen. 2001 lebten im Stadtteil Itzum 9288 Einwohner. Mittlerweile geht die Einwohnerzahl etwas zurück. Am 31. Dezember 2005 betrug sie für den Bereich Itzum-Marienburg 8376.
Dass das Gebiet schon in prähistorischer Zeit besiedelt war, zeigte sich 2006 bei Bauarbeiten im Baugebiet Hohe Rode im nordöstlichen Teil Itzums. Dabei wurden  Keramikscherben und andere Reste einer Siedlung aus der Zeit der Linearbandkeramik gefunden. Ihr Alter wurde auf rund 7500 Jahre geschätzt. Das Erdwerk am Wasserkamp ist jungsteinzeitlich.

## Politik

### Ortsrat
Der Ortsrat, der Itzum-Marienburg vertritt, setzt sich aus elf Mitgliedern zusammen. Die Ratsmitglieder werden durch eine Kommunalwahl für jeweils fünf Jahre gewählt.

Bei der Kommunalwahl 2021 ergab sich folgende Sitzverteilung:
| Ortsrat 2021Insgesamt 11 Sitze - SPD: 3 - Grüne: 3 - Unab.: 1 - FDP: 1 - CDU: 3 |

### Ortsbürgermeisterin
Ortsbürgermeisterin ist Beate Maria König (SPD), Stellvertretende Ortsbürgermeisterinnen sind Alexandra Briegert (FDP) und Jennifer Zimbehl (CDU).

## Kultur und Sehenswürdigkeiten
- Der historische Dorfkern, der sich heute im äußersten Südosten des Stadtteiles befindet, wird von dem 1896 fertiggestellten Turm der neoromanischen St.-Georgskirche der römisch-katholischen Kirche überragt. Sie wurde 1820/21 aus Bruchsteinen errichtet. In ihrem Innern fällt unter anderem das Deckengemälde von 1904 auf.
- Nicht weit von der Kirche entfernt ist an der Straße „Grie“ ein 1862 angefertigter Bildstock zu sehen, der Maria mit dem Jesuskind darstellt.

## Wirtschaft und Infrastruktur
Itzum wird von zwei Buslinien des Stadtverkehrs Hildesheim erschlossen. Es verfügt über mehrere Kindergärten, einen Kinderhort, eine Kinderkrippe, eine Grundschule und ein Bürgerhaus. Geschäfte, Arztpraxen und Gaststätten sind im Stadtteil vorhanden, eine evangelische Kirche wurde gebaut, da heute die meisten Einwohner evangelisch sind.
Etwas problematisch ist die Diskrepanz zwischen dem Altdorf Itzum, das ganz am Rand im äußersten Südosten liegt, und dem neuen Stadtteil – beide sind nur äußerlich zusammengewachsen. Ein Problem ist ebenfalls die Verkehrsanbindung, denn Itzum ist ausschließlich durch die stark befahrene Marienburger Straße mit dem Zentrum Hildesheims verbunden. Die meisten Arbeitsplätze befinden sich in einiger Entfernung vom Stadtteil – vor allem in der Innenstadt und im Norden der Stadt, abgesehen von den Arbeitsplätzen in der Universität.
Das Bild Itzums wird heute nicht zuletzt durch die nahe gelegene und weithin sichtbare Universität Hildesheim geprägt.

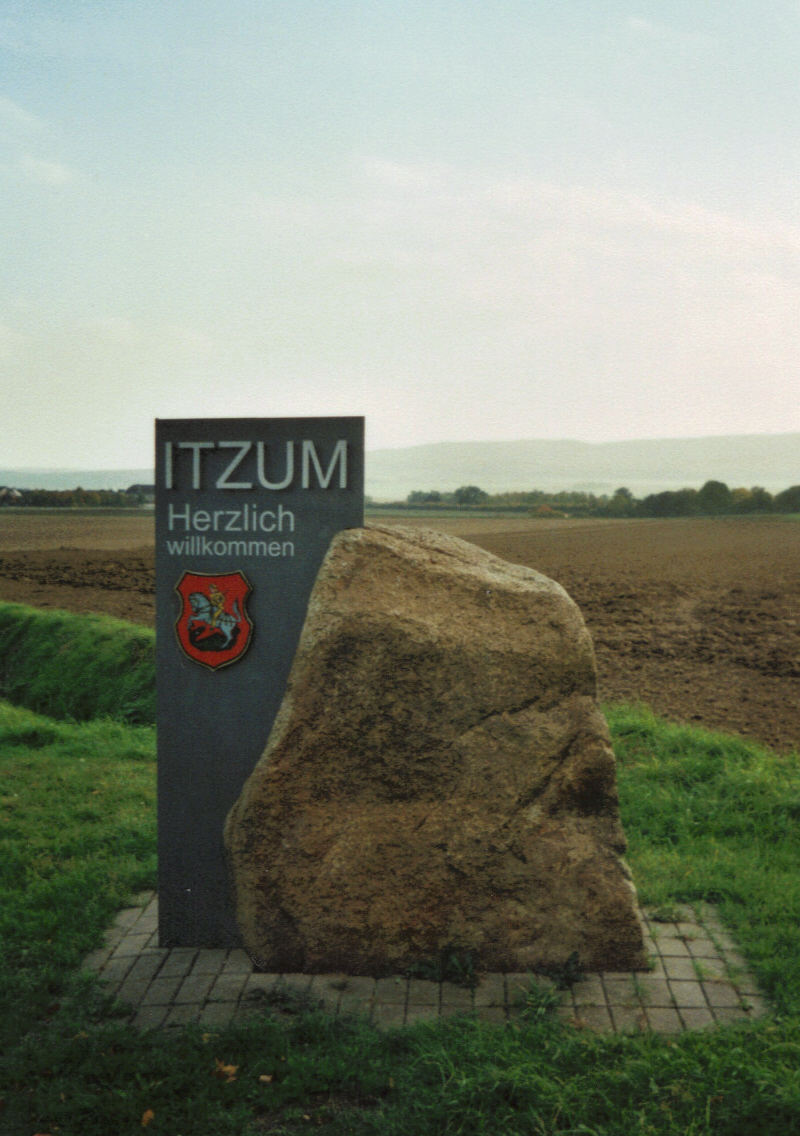
Wappen
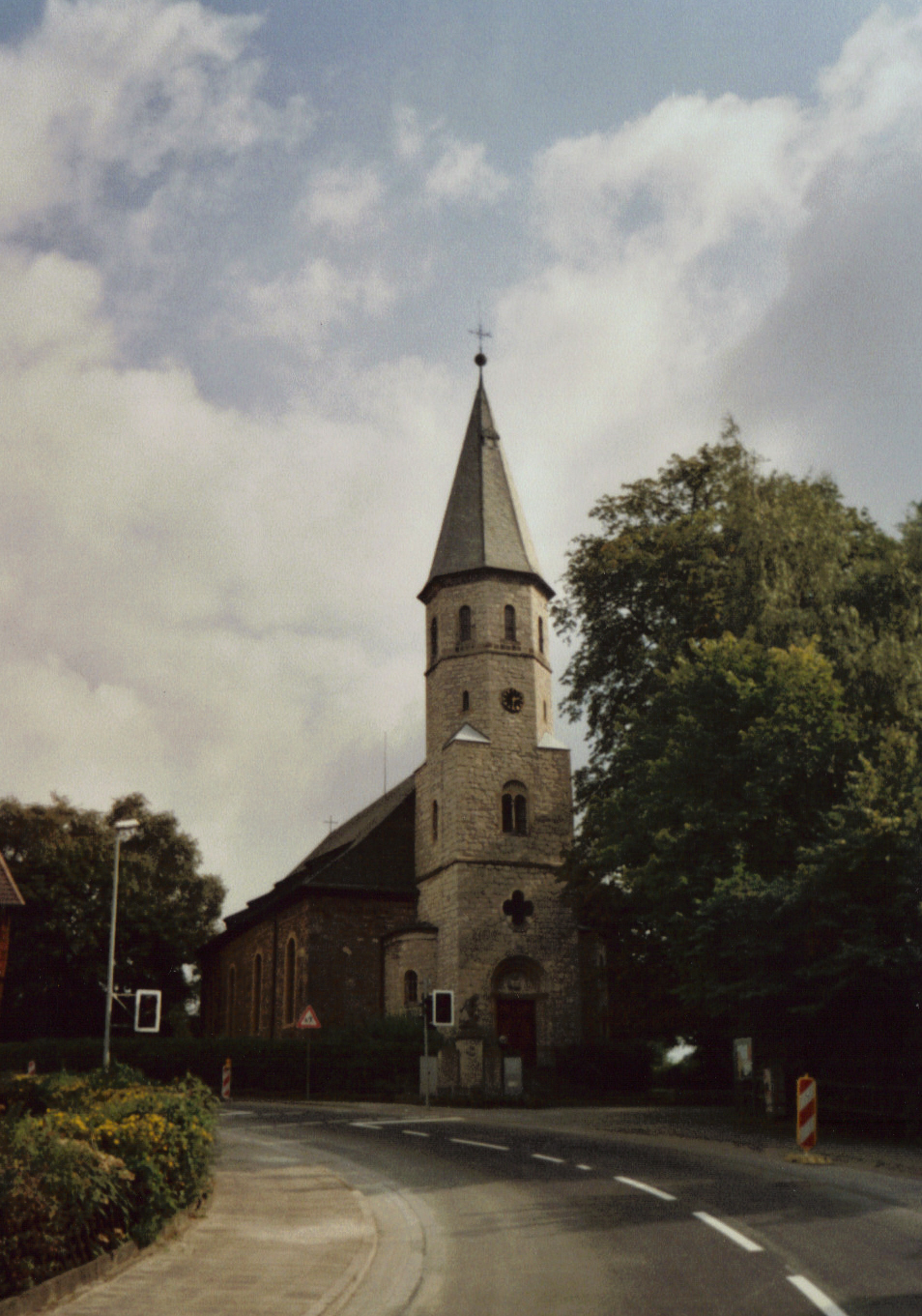
St.-Georgskirche.
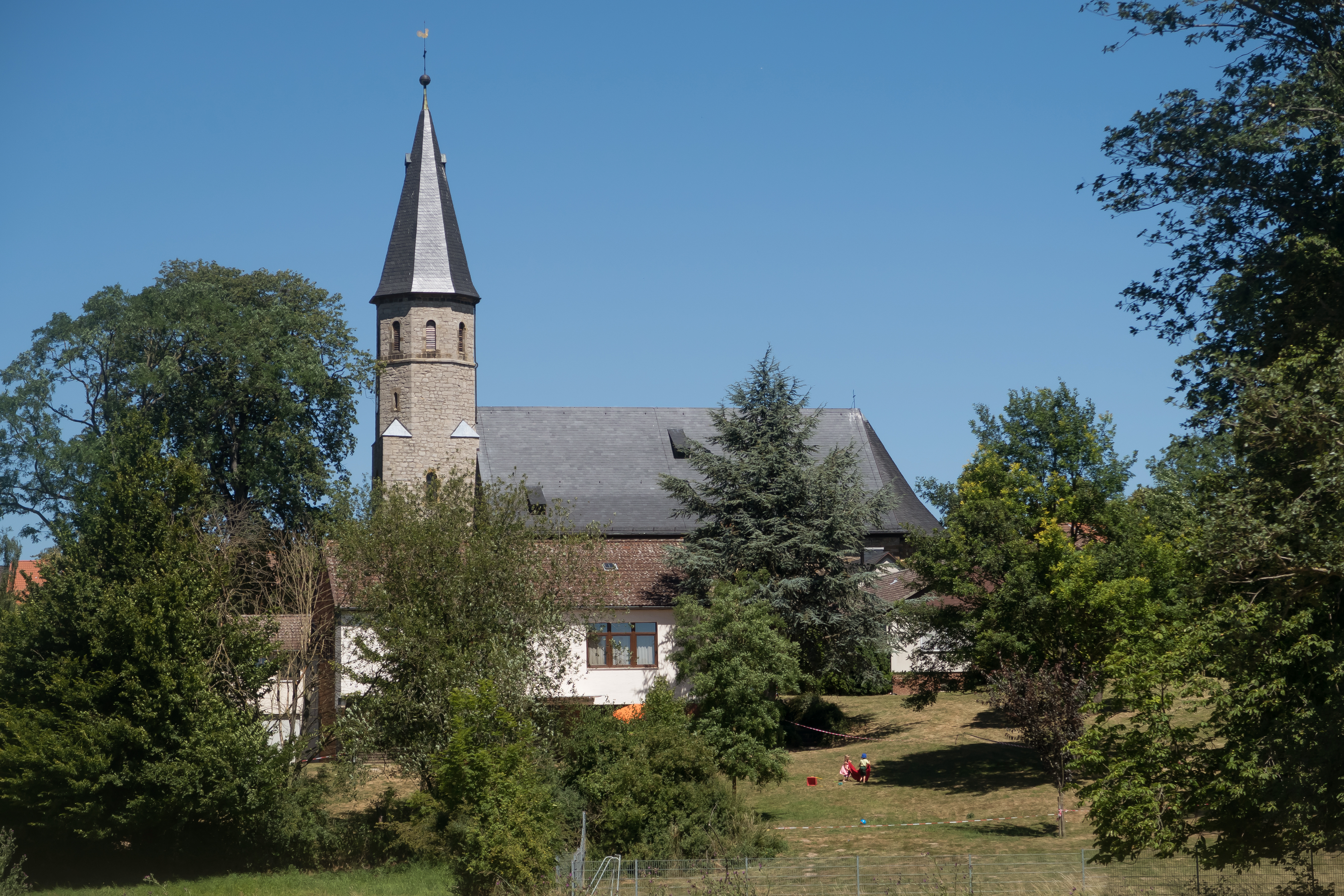
Sankt-Georgskirche
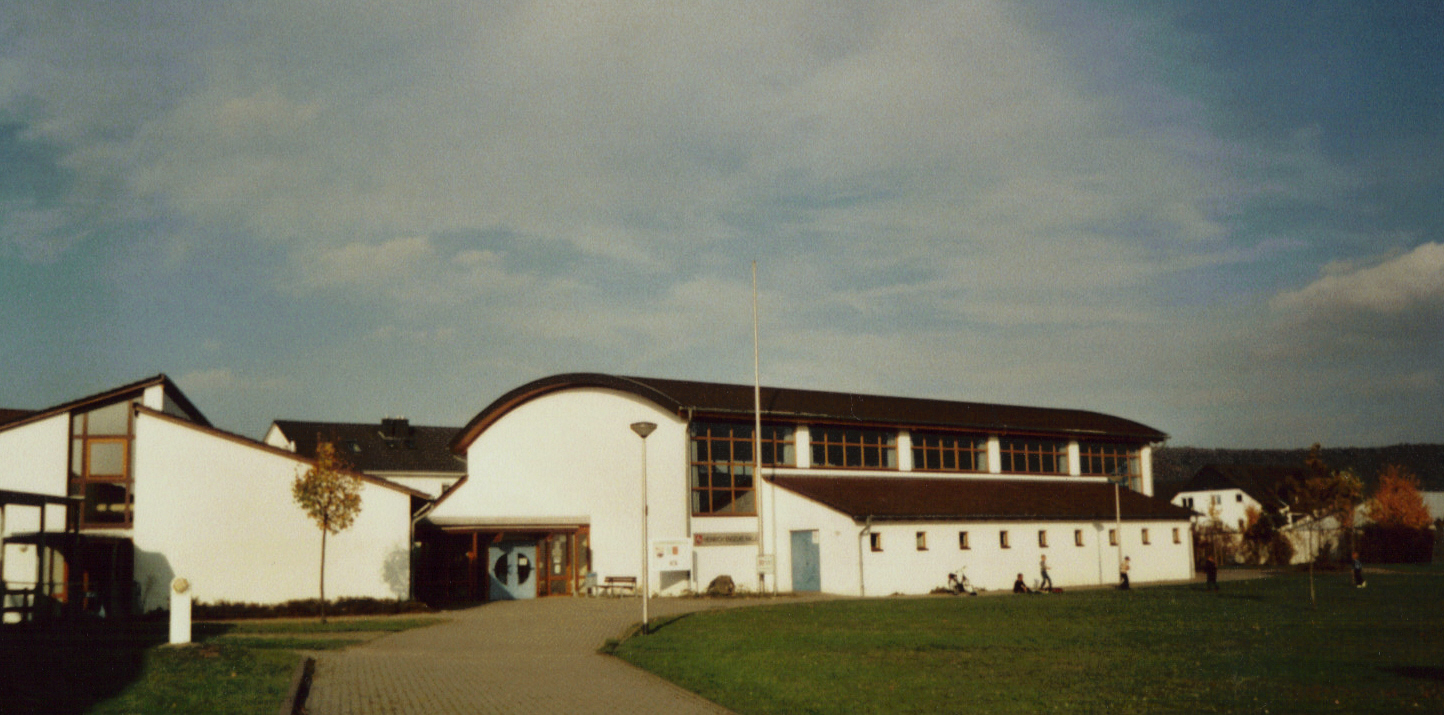
Bürgerhaus und Heinrich-Engelke-Halle

## Persönlichkeiten
- Clemens Schrader (1820–1875), Jesuit und Theologe